# Collegi elettorali del Lussemburgo
I collegi elettorali del Lussemburgo (fr: Circonscriptions du Luxembourg, lb: Wahlbezierker vu Lëtzebuerg, ted: Wahlkreise von Luxemburg) sono le parti in cui è suddiviso il territorio del Granducato di Lussemburgo per l'elezione della camera dei deputati lussemburghese.

Collegi elettorali lussemburghesi.

## Elezioni comunali
L'elezione dei consigli comunali avviene singolarmente in ogni comune senza collegi.

## Elezioni legislative
I deputati della Camera dei deputati sono eletti attraverso quattro circoscrizioni elettorali divise per Cantoni. Di conseguenza, i collegi elettorali hanno popolazioni molto diverse, in modo che ognuno scelga un numero diverso di deputati, in base alla distribuzione della popolazione nazionale. L'attuale ripartizione risale al 1919, fino a quella data i distretti elettorali corrispondevano ai Cantoni, tranne quello del Lussemburgo che era diviso in due cantoni elettorali: Lussemburgo-Ville (compresa la capitale) e Lussemburgo-Campagne (compreso il resto del Cantone).
I quattro collegi elettorali sono:
1. Circoscrizione Sud, il cui capoluogo è Esch-sur-Alzette, comprendente i cantoni di Esch-sur-Alzette e Capellen: elegge 23 deputati;
2. Circoscrizione Est, il cui capoluogo è Remich, comprendente i cantoni di Grevenmacher, Remich ed Echternach: elegge 7 deputati;
3. Circoscrizione Centro, che ha la capitale del Lussemburgo, comprendente i cantoni di Lussemburgo e Mersch: elegge 21 deputati;
4. Circoscrizione Nord, il cui capoluogo è Diekirch, che comprende i cantoni di Diekirch, Redange, Wiltz, Clervaux e Vianden: elegge 9 deputati.

## Elezioni europee
Per l'elezione dei deputati al Parlamento europeo e per i referendum, il paese è organizzato in un unico distretto elettorale ed elegge 6 eurodeputati.